# Температуропровідність гірських порід
Температуропровідність гірських порід – параметр, який характеризує теплоізоляційні якості гірських порід при нестаціонарному тепловому режимі. Т.г.п. знаходиться в межах 2,8•10-6 – 2,8•10-7 м2/с. З підвищенням густини порід Т.г.п. несуттєво зменшується. При незначному зволоженні гірських порід їх Т. підвищується за рахунок підвищення теплоповідності порід. При подальшому зволоженні Т. зменшується внаслідок впливу зростаючої теплоємності породи. Підвищення температури гірських порід  у більшості випадків зменшує їх Т., але Т. аморфних порід, а також вугілля, глин і деяких інших порід зростає зі збільшенням температури. Т.г.п. підвищується із зменшенням пористості і зі збільшенням вологості. В нафтонасичених породах Т. нижча, ніж у водонасичених, оскільки теплопровідність нафти менша, ніж води. Т. порід майже не залежить від мінералізації пластової води. Вздовж напластування Т. порід вища, ніж впоперек напластування. 